# クリス・ダグラス＝ロバーツ
クリス・ダグラス＝ロバーツ（Chris Douglas-Roberts、1987年1月8日 - ）は、アメリカ合衆国・ミシガン州デトロイト出身のプロバスケットボール選手。

## 来歴
デトロイトの地元の高校を卒業後、メンフィス大学に進学し、1年遅れで入学してきたデリック・ローズと共に強力バックコート陣を形成。3年間プレーし、平均15.3得点を記録。3年生時の2007-08シーズンは、NCAAトーナメントで快進撃を見せ、ダグラス＝ロバーツもトーナメント戦で平均23.3得点を記録。チームはファイナルまで進出するも、カンザス大学に敗北。トーナメント終了後にダグラス＝ロバーツはローズと共に2008年のNBAドラフトにアーリーエントリーを表明した。
そしてドラフトでは、ローズは全体1位で出身地のシカゴに本拠地を置くシカゴ・ブルズから指名されたのに対し、ダグラス＝ロバーツに対するNBAのスカウト陣の評価は低く、2巡目指名に甘んじ、40位でニュージャージー・ネッツからの指名となった。ネッツ入り後のダグラス＝ロバーツは、低迷するネッツで出場機会の確保に苦しみ、2010年のNBAドラフト開催日にミルウォーキー・バックスに放出され、バックスでも冴えないシーズンを送った後、2011-12シーズンはNBAロックアウトの関係でイタリアでプレーした。
2012-13シーズン開幕前は、ロサンゼルス・レイカーズのトレーニングキャンプに参加したものの解雇され、その後ダラス・マーベリックス傘下のテキサス・レジェンズに加入。シーズン途中でマーベリックスに昇格したものの、直ぐにレジェンズに送られた。
2013-14シーズン開幕前はニューヨーク・ニックスのトレーニングキャンプに参加するもやはり解雇され、2013年12月にシャーロット・ボブキャッツに加入。2014年4月のアトランタ・ホークス戦で決勝ブザービーターシュートを決めるなど、ボブキャッツのプレーオフ進出を後押し。2014-15シーズンはロサンゼルス・クリッパーズと契約するも、2015年1月にボストン・セルティックスに放出後解雇され、そのままシーズン終了。2015-16シーズン開幕前はニューオーリンズ・ペリカンズのトレーニングキャンプに参加するも、開幕前に解雇され、無所属の状態が続いたが、2016年2月29日に再びテキサス・レジェンズと契約した。

## 人物
- 2021年10月7日、NBAの健康福祉給付制度で給付金を搾取したとして、ニューヨーク南部地区で、テレンス・ウィリアムス（英語版）、トニー・アレン、グレン・デイビス、シャノン・ブラウンら、元NBAプレーヤー17人と共に、保険金詐欺の罪で起訴された[9][10]。